# 毛里兰迪亚
毛里兰迪亚是巴西戈亚斯州的一个市镇。总面积393.793平方公里，总人口10187人，人口密度25.9人/平方公里。